# Otto Hartmann (Schauspieler)
Otto Hartmann (* 22. Jänner 1904 in Wien; † 14. März 1994 ebenda) war ein österreichischer Schauspieler und Informant der Geheimen Staatspolizei (Gestapo) während der Zeit des Nationalsozialismus.

## Leben und Karriere vor der Zeit des Nationalsozialismus
Otto Hartmann stammte aus einer evangelischen Wiener Familie und war gegen den Willen seiner Eltern Schauspieler geworden. Er fand ein Engagement am Wiener Burgtheater und trat auch in Filmen auf. Er trat dem Schutzkorps und den Ostmärkischen Sturmscharen (OSS) bei, wo er den Rang eines Korporals bekleidete. Bereits im austrofaschistischen Ständestaat wurde er von der Wiener Leitung der OSS mit der Bespitzelung von Oppositionellen betraut. Er sollte unter den Schauspielern und dem sonstigen Personal am Burgtheater illegale Sozialdemokraten und Nationalsozialisten aufspüren. Nach der Umwandlung des OSS in die Frontmiliz führte er dort seine Konfidententätigkeit fort. Auch in das Sturmkorps trat er ein.
1937 knüpfte er jedoch selbst Kontakte zu einer illegalen nationalsozialistischen Betriebszelle am Burgtheater, die er mit vertraulichen Nachrichten seiner Auftraggeber versorgte. Am 11. März 1938 stellte er sich zur allgemeinen Überraschung in kompletter SA-Uniform als Wache für die Gauleitung der Wiener NSDAP (Am Hof) zur Verfügung. An diesem Tag beantragte er auch seine Aufnahme in die NSDAP, allerdings wurde er erst am 1. Jänner 1941 aufgenommen (Mitgliedsnummer 9.027.697)

## Verrat am Widerstand

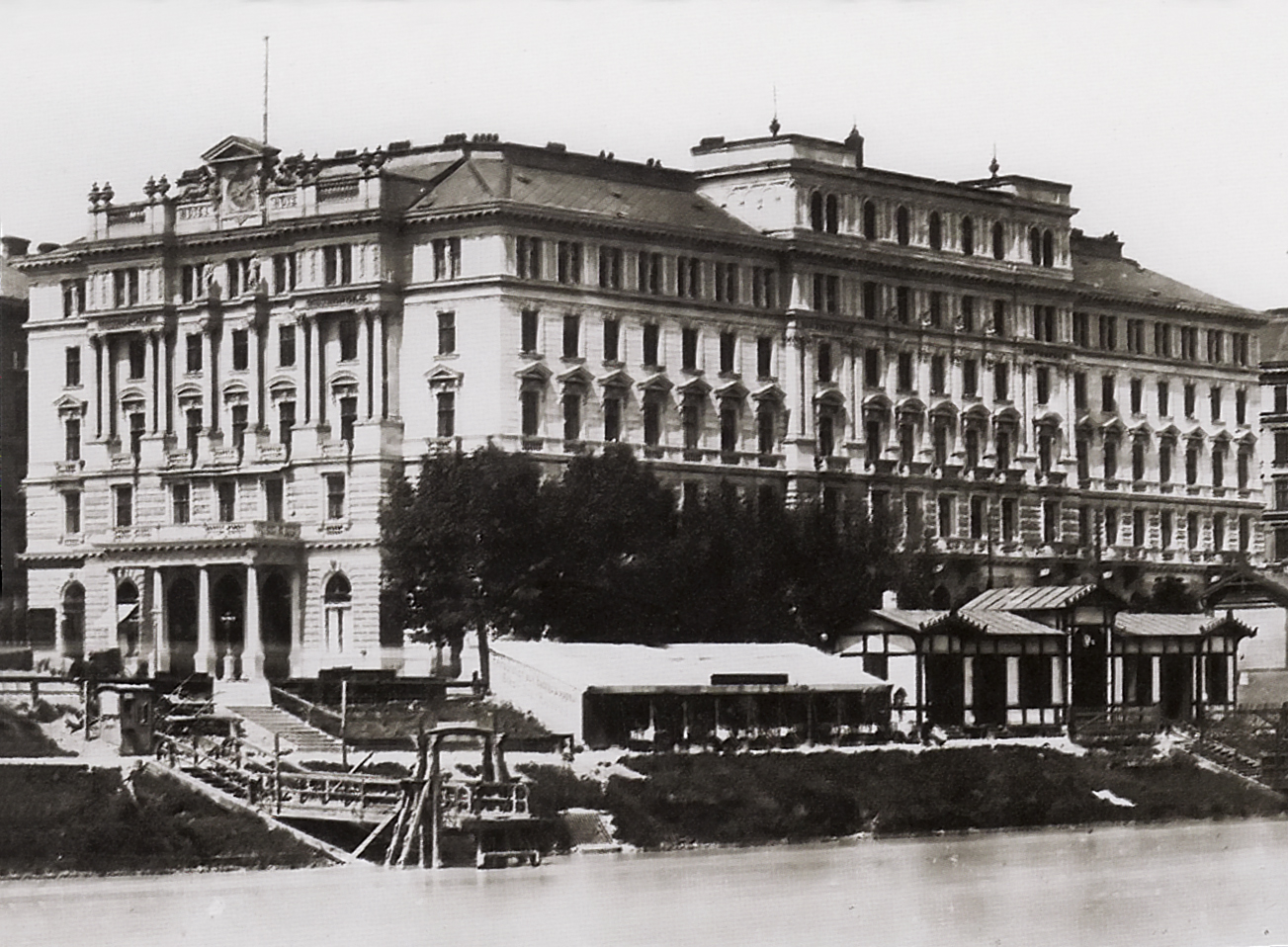
Das ehemalige Hotel Metropol am Morzinplatz, von 1938 bis 1945 Sitz der Wiener Gestapo

Möglicherweise war Enttäuschung darüber, nicht als Parteimitglied zu gelten und der damit verbundene Entgang an Karrierechancen Grund dafür, dass Hartmann im Frühjahr 1939 mit einer oppositionellen Gruppe von Schauspielern am Burgtheater Verbindung aufnahm. Es kann aber auch nicht ausgeschlossen werden, dass er bereits damals entschlossen war, diese Gruppe der Gestapo auszuliefern. Durch Hinweis auf die langjährige Mitgliedschaft in „vaterländischen“ Wehrformationen konnte er sich glaubhaft als treuer Anhänger des Ständestaates ausgeben. Einer dieser Kollegen, der Burgschauspieler Fritz Lehmann brachte Hartmann in Kontakt mit der Österreichischen Freiheitsbewegung des Augustiner-Chorherrn Roman Karl Scholz. Diese gewaltfreie konservativ-katholische Widerstandsgruppe hatte die Befreiung vom Nationalsozialismus und die Loslösung Österreichs vom Deutschen Reich zum Ziel. Hartmann wurde aktives Mitglied der Gruppe und stieg bis Jahresende 1939 in ihr Führungsgremium auf und nahm an ihren Leitungssitzungen teil. Hartmanns Aufgaben lagen in der Anwerbung neuer Mitglieder und im Bereich der inneren Organisation. Er war auch bei Besprechungen zu Fusionsverhandlungen mit den Widerstandsgruppen um Karl Lederer und Jacob Kastelic anwesend. Auf Kameraden in seiner Gruppe, wie auch auf Repräsentanten kooperierender Gruppen machte er stets den Eindruck eines elanvollen, überzeugten Widerstandskämpfers.
Im Mai 1940 entschloss sich Hartmann zur (Selbst)-Anzeige. Er ersuchte seine Schauspielerkollegin Lilly Walter, deren Mann Gestapobeamter in einem Referat für Wirtschaftsangelegenheiten war, ihren Ehemann in ihre Garderobe im Theater zu bestellen. Dort traf er Hartmann an, der ihm ausführlich über die Gruppe Scholz Auskunft erteilte. Schließlich bot sich Hartmann aus freien Stücken als Konfident an. Dies wurde vom Gestapomann erfreut angenommen und er erstattete seinem Vorgesetzten eine umfangreiche Meldung. Die Sache wurde an die zuständigen Referate weitergeleitet. Durch die umfassenden Angaben Hartmanns fiel es der Gestapo leicht, die Ermittlungen gegen die Scholz-Gruppe und die beiden anderen Gruppen rasch abzuschließen. Sie schleusten im Juni 1940 weitere Konfidenten in die Gruppen ein. Hartmann organisierte Mitgliederlisten und stenografierte Besprechungen für die Gestapo mit. Als Agent Provocateur legte Hartmann auch eine Reihe von „Aktionsplänen“ vor, wie Säureattentate auf Briefkästen, Sprengstoffanschläge auf Telefonzellen, den Gasometer Leopoldau, die Gestapozentrale am Morzinplatz oder den Linzer Rundfunksender. Teilweise waren sogar Gestapostellen selbst an der Konzipierung dieser Pläne beteiligt. Innerhalb der Gruppe versuchte Scholz eine gemäßigtere Linie einzuschlagen und das Augenmerk auf Propagandamaßnahmen und eine Kaderorganisation zu legen.
Am 22. und 23. Juli 1940 schlug die Gestapo zu und verhaftete die führenden Funktionäre der drei Gruppen. Eine weitere Verhaftungswelle setzte im September ein, eine dritte im Winter 1940/41. Hedwig Leitner, Mitglied der Widerstandsgruppe, schilderte Hartmanns Verrat wie folgt:

„So ist das bei einer Widerstandsbewegung, dass man nur drei kennt, für den Fall, dass, wenn man gefangen genommen wird, nicht gleich die ganze Gruppe hoppgenommen wird. Aber da gab 's einen, diesen Schauspieler [Otto] Hartmann, der hat sonderbarerweise eine Liste aller Mitglieder gehabt. […] Der Verräter, dieser Hartmann, war ein Gestapospitzel, und der hat alle Namen angegeben. Dadurch sind wir alle fast zur gleichen Zeit, alle im August [1940], alle auf einmal hopp, hopp, hopp verhaftet worden und auf die Gestapo gekommen, am Morzinplatz. Und dann ist es also mit Verhören losgegangen.“

Insgesamt forschte die Gestapo etwa 450 Aktivisten aus, von denen 143 in Haft verblieben und vor dem Volksgerichtshof angeklagt wurden. Viele von ihnen erhielten langjährige Haftstrafen, zwölf wurden zum Tode verurteilt und hingerichtet, darunter Roman Karl Scholz, Jacob Kastelic und Karl Lederer. Hartmann erhielt dafür eine Belohnung von 30.000 Reichsmark.
In der Folgezeit war Hartmann als verdeckter Informant der Gestapo in Kreisen um ehemalige KPÖ-Funktionäre tätig. Er erschlich sich das Vertrauen von Josef Kallisch, dem Anführer einer kommunistischen Widerstandsgruppe, woraufhin deren Treffen häufig in Hartmanns Wohnung in der Reichsratsstraße stattfanden. Im Frühjahr 1941 erfolgte schließlich auch die Zerschlagung der Kallisch-Bewegung durch die Geheime Staatspolizei, etwa 30 Personen wurden festgenommen. Kallisch wurde des Hochverrates für schuldig befunden und hingerichtet, andere Mitglieder erhielten hohe Haftstrafen.
Nachdem sich Hartmann öffentlich zu seiner Spitzeltätigkeit bekannt hatte, wurde er von der Burgtheaterdirektion mit einem Auftritts- und Hausverbot belegt. Am 1. August 1941 rückte er für eine Grundausbildung in Hainburg an der Donau zum Militär ein. Anschließend versah er an verschiedenen Standorten im Wiener Stadtgebiet Wachdienst. Als er im Dezember 1941 einer Marschkompanie zugeteilt wurde, bestand er auf einer ärztlichen Untersuchung, die ihm nur Tauglichkeit GVH (Garnisonsverwendung Heimat) bescheinigte. Daher wurde er in die Albrechtskaserne zurückversetzt.
Von März 1942 bis April 1944 war Hartmann in der Disziplinarabteilung der Wehrmachtskommandantur Wien beschäftigt. Seine Aufgabe dort bestand darin, Deserteure und „frontscheue“ Soldaten auszuforschen und der Heeresstreife zu melden. Dabei nahm er auch außerhalb der Dienstzeit Nachforschungen vor, die ihm gar nicht aufgetragen worden waren. Eine Zeit lang war er auch selbst in der Heeresstreife tätig. Ende 1944 kam Hartmann ins Spital und hielt sich anschließend für längere Zeit auf verschiedenen Kuren in Tirol und Niederösterreich auf. Bei einer weiteren militärärztlichen Untersuchung im Oktober 1944 wurde Untauglichkeit festgestellt.
Vom Jänner 1945 bis Anfang April 1945 war er bei der Kriminalpolizeileitstelle Wien (Referat Eigentumsdelikte) angestellt.

## Nach Kriegsende
Als Wien durch die Rote Armee erobert wurde, setzte sich Hartmann am 4. April 1945 per Marschbefehl mit etwa 200 Kriminalbeamten von Wien nach Innsbruck ab und war dann kurze Zeit für die Polizei in Schwaz tätig. Über Kontakte beim österreichischen Widerstand gelang es ihm, in die österreichische Kriminalpolizei aufgenommen zu werden, er wurde aber schließlich am 28. September 1945 von der französischen Besatzungsmacht festgenommen und im Jänner 1946 nach Wien überstellt.
Nach einer kurzen Flucht und erneuter Verhaftung im Mai 1947 wurde im August 1947 gegen ihn Anklage wegen § 7 Kriegsverbrechergesetz (KVG) „Denunziation mit Todesfolge“ erhoben. Am 3. November 1947 begann die Hauptverhandlung vor dem Volksgericht. Nach zwölf Verhandlungstagen wurde er am 22. November 1947 zu lebenslangem schwerem Kerker verurteilt.

## Begnadigung und weiteres Leben

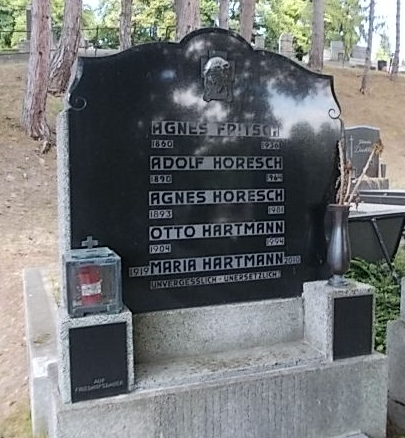
Grabstätte von Otto Hartmann

Er versuchte in der Folgezeit wiederholt, eine Wiederaufnahme des Verfahrens oder eine Begnadigung zu erwirken, was aber abgelehnt wurde. Im Zuge einer Amnestie wurde er jedoch schließlich am 11. Juli 1957 durch Bundespräsident Adolf Schärf für eine Probezeit von fünf Jahren begnadigt. Hartmann war daraufhin als Verkäufer und kaufmännischer Angestellter bei verschiedenen Wiener Firmen tätig. Er wurde am Hernalser Friedhof (Gruppe 40A, Nummer 61) bestattet.